# Eitri
Eitri (Sindri) – w mitologii nordyckiej jeden z krasnoludów, brat Brokka. Współtwórca pierścienia Odyna – Draupnira oraz piorunowego młota Thora – Mjölnira.